# Тарновский, Здислав
Граф Ян Здислав Тарновский (пол. Jan Zdzisław Tarnowski; 5 июня 1862, Варшава — 24 ноября 1937, Дзикув) — польский помещик, промышленник, экономический, общественный и культурный деятель; основатель и учредитель многочисленных общественных организаций, политик: тайный советник, потомственный член Палаты господ в Рейхсрате, член Галицкого национального сейма, президент Национальной правой партии, член Верховного национального комитета, сенатор 2-го срока (1928—1930) из списка ББВР. В 1922 году он владел имениями площадью 24 800 га.

## Биография

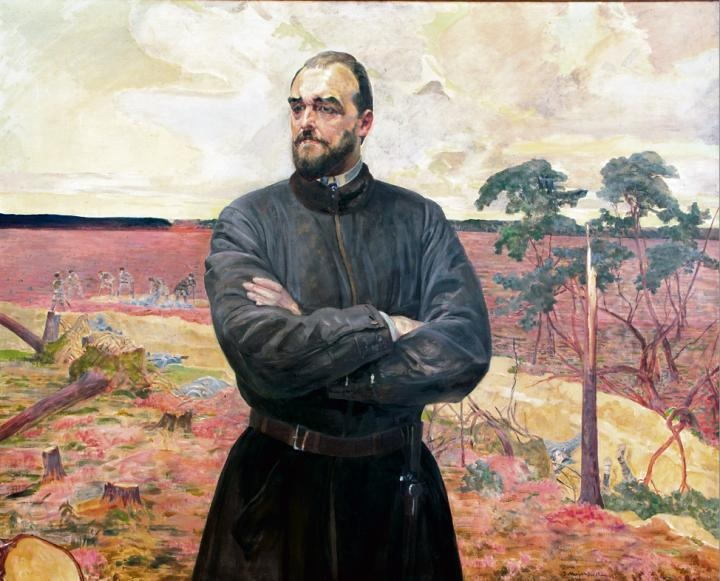
Яцек Мальчевский, портрет Здислава Тарновского

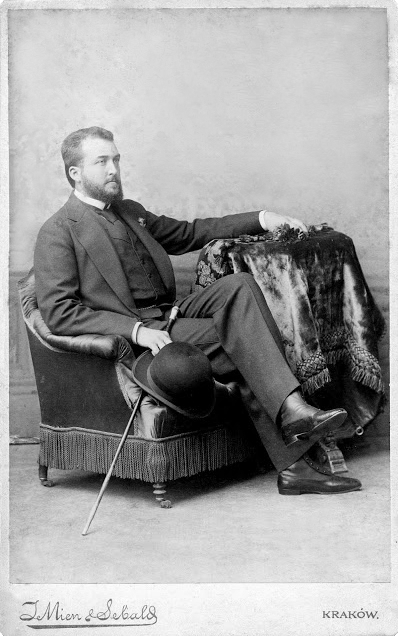
Граф Здислав Тарновский, фотография, 1890—1893 годы

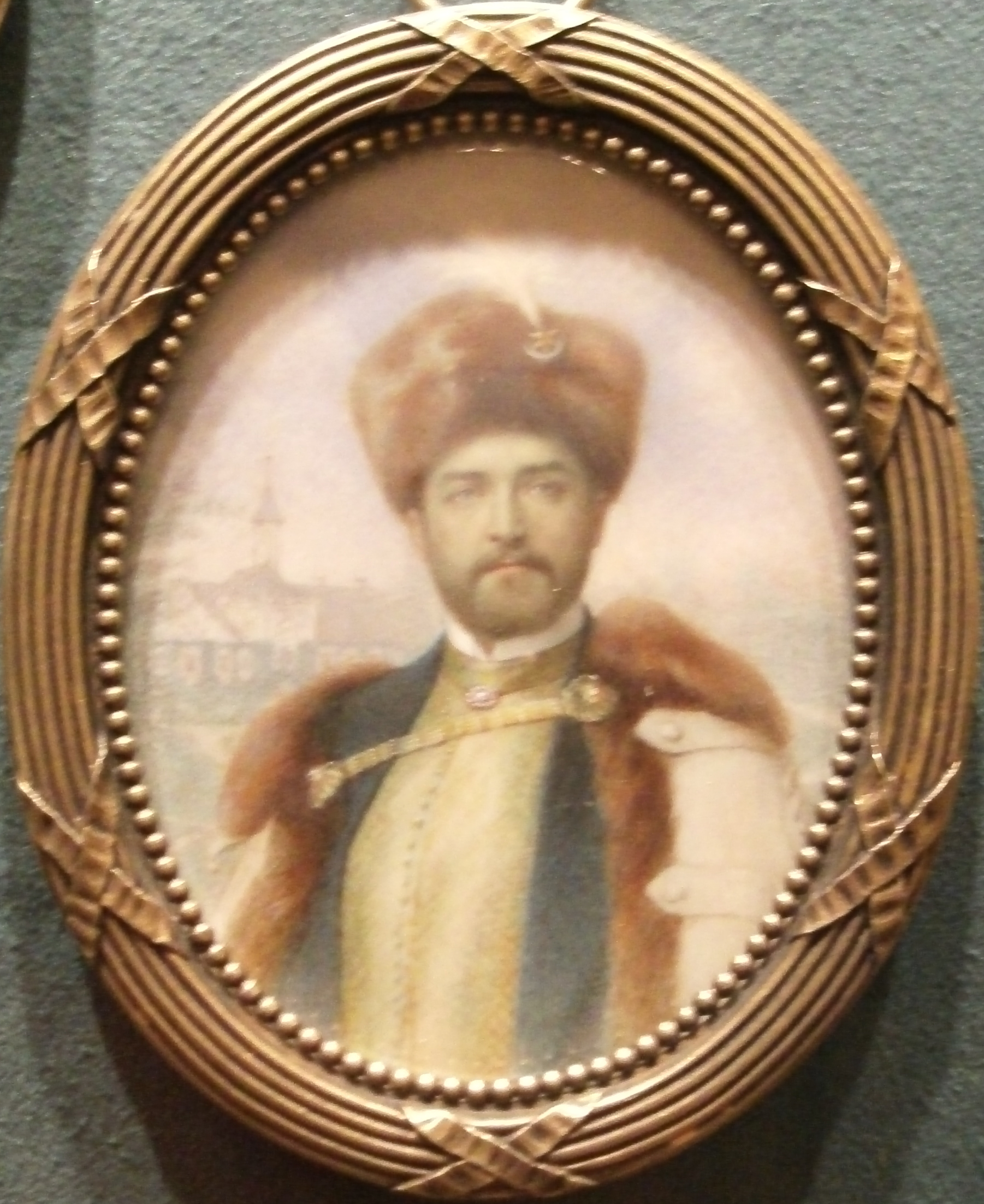
Богуслав Адамович, Здислав Тарновский, миниатюра 1905 года, акварель и гуашь на слоновой кости. Миниатюра в коллекции миниатюр замка Дзиков.

Представитель польского дворянского рода Тарновских герба «Лелива». Старший сын графа Яна Дзержислава Тарновского (1835—1894), и Софии Замойской (1839—1930), дочери графа Здислава Замойского. Граф, владелец и администратор Дзикова с 1894 года, сегодня в районе Тарнобжега. В 1903—1914 годах он был президентом Краковского сельскохозяйственного общества.
Здислав Тарновский был депутатом Галицкого национального сейма и лидером консервативной партии — Национальной правой партии. В 1904 году он основал больницу в Тарнобжеге, которая сегодня носит имя Зофьи Тарновской, урожденной Замойской. В качестве партийного лидера он стал соучредителем Верховного национального комитета, созданного 16 августа 1914 года в Кракове, который координировал борьбу за польское дело, первоначально как представитель всех галицких партий и Польского кружка, позже менее представительного, который был высший орган в области политической, фискальной и военной мощи польских вооруженных сил, то есть Польские легионы, де-факто прекратил свою деятельность в 1917 году, а формально в 1920 году. Он выступал за тесное сотрудничество с Австро-Венгрией, по этим причинам он был сослан царскими властями. Вместе с женой Софьей поддерживал местное городское и сельское население, как польское, так и еврейское, в годы нищеты и голода (Тарнобжег постоянно находился на фронте или между фронтами), в том числе раздача или продажа продуктов питания, лекарств и одежды за небольшую часть стоимости. В 1920 году он был членом президиума Государственного Комитета Обороны в Кракове. Во время войны с большевиками создал на свои средства взвод конных добровольцев, которые воевали в составе 8-го уланского полка князя Юзефа Понятовского. Двое его сыновей воевали в рядах этого отряда. 10 декабря 1928 года награжден офицерским корпусом 8-го уланского памятным знаком. Он также основал детский дом в Тарнобжеге, которым управляли служанки (начало 20 века), и церковь в деревне Тарновска Воля, построенную в 1922—1928 годах, а в 1924—1926 годах также церковь св. Станислава в деревне Хмелев. Партия под руководством Здислава Тарновского, вопреки убеждению некоторых членов, осудила Майский переворот 1926 года, одновременно пытаясь извлечь для страны выгоды из уже свершившегося переворота, в том числе сформулировав постфактум цель переворота и последовавшую за ним политическую программу. В 1927 году, с 14 по 16 сентября, он организовал конгресс консерваторов в Дзикове, на котором присутствовали соратники маршала Ю. Пилсудского, в том числе полковник Валерий Славек, в результате чего было подписано соглашение о дикой природе, оказывающее поддержку правительству.
В 2020 году вышла первая биография Тарновского, написанная на основе обширных исходных материалов, в том числе из Дзиковского архива Тарновских (в собрании Национального архива в Кракове). Книга Магдалены Ястшембской «Здзислав Тарновский. Сказка о Пане на Дзикове» была издана в богатом графическом оформлении издательством LTW.

## Награды
- Командорский крест со звездой Ордена Возрождения Польши (2 мая 1923 г.)
- Большой крест Императорского австрийского ордена Франца Иосифа (1908, Австрия)[5]

## Семья
5 августа 1897 года в Кшешовице Здислав Тарновский женился на Софии Марии Розе Потоцкой (21 апреля 1879 — 16 ноября 1933), второй дочери графа Артура Владислава Потоцкого (1850—1890) и княгини Розы Любомирской (1860—1881). У супругов было шесть детей:
- Роза Тарновская (11 июня 1898 — 2 марта 1961), жена с 1920 года графа Владислава Тышкевича (1898—1940)
- Ян Юлиуш Тарновский (4 января 1900 — 4 мая 1966)
- София Тарновская (19 марта 1901 — 4 января 1963), муж с 1926 года граф Анджей Мария Франтишек Потоцкий (1900—1939)
- Артур Казимир Юлиуш Адам Тарновский (3 марта 1903 — 19 декабря 1984), жена с 1931 года Роза Мария Замойская (1911—2005)
- Мария Тарновская (24 марта 1904 — 25 октября 1985), муж с 1930 года граф Артур Антоний Бонавентура Потоцкий (1899—1941)
- Анджей Тарновский (15 января 1909 — 9 июня 1978), 1-я жена с 1937 года София Роза Мария Тарновская (1917—2009), 2-я жена с 1950 года Вэнди Мэри Кимпсон (род. 1924).